# David Knudsen
David Erik Nørby Knudsen (* 26. Juni 1994) ist ein dänischer Basketballspieler.

## Werdegang
Knudsen, der das Falkonergårdens Gymnasium in Frederiksberg besuchte, spielte als Jugendlicher beim Værløse Basketball Klub und dann ebenfalls für Værløses Herrenmannschaft in der höchsten dänischen Männerspielklasse, Basketligaen. Von 2015 bis 2019 war er Student am Marist College im US-Bundesstaat New York. Der 1,90 Meter große Aufbau- und Flügelspieler bestritt in dieser Zeit 119 Spiele für Marists Hochschulmannschaft, erzielte im Schnitt 6,7 Punkte je Begegnung und traf eine Gesamtanzahl von 151 Dreipunktwürfen.
2019 nahm er ein Vertragsangebot des deutschen Drittligisten EN Baskets Schwelm an. Für die Mannschaft lief er während der Saison 2019/20 in 22 Spielen auf und erreichte einen Mittelwert von 14 Punkten je Begegnung. Knudsen setzte nach einem Spieljahr in Schwelm seine Laufbahn in Spanien fort. Für den CB Marbella (Spieljahr 2020/21) und CDE Albacete (Spieljahr 2021/22) spielte der Däne jeweils in der dritthöchsten spanischen Liga, LEB Plata. Unter anderem mit seiner Treffsicherheit beim Dreipunktewurf (59 Treffer in 32 Spielen während der Saison 2021/22) trug Knudsen zu Albacetes Aufstieg in die zweite spanische Liga, LEB Oro, bei. Auch in der LEB Oro blieb der Däne Mitglied der Mannschaft.
Im Sommer 2023 wechselte der Däne innerhalb der zweiten spanischen Liga zu CB Clavijo. Zur Saison 2024/25 kehrte Knudsen in sein Heimatland zurück und schloss sich dem Erstligisten BC Copenhagen an.

### Nationalmannschaft
Knudsen wurde dänischer Nationalspieler, nahm im Jugendbereich 2010 an der U16- und 2012 an der U18-Europameisterschaft teil. 2019 gab er seinen Einstand in der dänischen A-Nationalmannschaft.